# Donata Karalienė
Donata Karalienė (nacida Donata Vištartaitė, Šilalė, URSS, 11 de junio de 1989) es una deportista lituana que compite en remo.
Participó en los Juegos Olímpicos de Verano, obteniendo una medalla de bronce en Río de Janeiro 2016, en la prueba de doble scull, el octavo lugar en Londres 2012 (scull individual) y el cuarto en Tokio 2020 (doble scull).
Ganó dos medallas en el Campeonato Mundial de Remo, en los años 2013 y 2023, y ocho medallas en el Campeonato Europeo de Remo entre los años 2011 y 2024.

## Palmarés internacional
| Juegos Olímpicos   | Juegos Olímpicos        | Juegos Olímpicos  | Juegos Olímpicos |
| Año                | Lugar                   | Medalla           | Prueba           |
| ------------------ | ----------------------- | ----------------- | ---------------- |
| 2016               | Río de Janeiro (Brasil) | Medalla de bronce | Doble scull      |
| Campeonato Mundial |                         |                   |                  |
| Año                | Lugar                   | Medalla           | Prueba           |
| 2013               | Chungju (Corea del Sur) | Medalla de oro    | Doble scull      |
| 2023               | Belgrado (Serbia)       | Medalla de plata  | Doble scull      |
| Campeonato Europeo |                         |                   |                  |
| Año                | Lugar                   | Medalla           | Prueba           |
| 2011               | Plovdiv (Bulgaria)      | Medalla de bronce | Scull individual |
| 2012               | Varese (Italia)         | Medalla de oro    | Scull individual |
| 2013               | Sevilla (España)        | Medalla de oro    | Doble scull      |
| 2014               | Belgrado (Serbia)       | Medalla de plata  | Doble scull      |
| 2015               | Poznań (Polonia)        | Medalla de plata  | Doble scull      |
| 2021               | Varese (Italia)         | Medalla de plata  | Doble scull      |
| 2023               | Bled (Eslovenia)        | Medalla de plata  | Doble scull      |
| 2024               | Szeged (Hungría)        | Medalla de plata  | Doble scull      |